# Cassano Spinola
Cassano Spinola – miejscowość i gmina we Włoszech, w regionie Piemont, w prowincji Alessandria.
Według danych na styczeń 2010 gminę zamieszkiwało 1875 osób przy gęstości zaludnienia 125,3 os./1 km².